# 6e Haarlem Basketball Week
De 6e editie van de Haarlem Basketball Week werd gehouden van december 1987 tot en met januari 1988 in het Kenemer Sportcentrum. Het evenement werd bezocht door ongeveer 16.000 toeschouwers.

## Poule A
- Direktbank Den Helder
- Marathon Oil Chicago
- Australië
- AA Francana

## Poule B
- Hapoel Holon
- Miniware Weert
- Nashua Den Bosch
- Canada

## Uitslagen

### Groepsfase

#### Poule A
- - Direktbank Den Helder 73 vs 96 Marathon Oil Chicago
  - Australië 100 vs 79 AA Francana
  - Direktbank Den Helder 73 vs 76 AA Francana
  - Australië 91 vs 94 Marathon Oil Chicago
  - Direktbank Den Helder 74 vs 81 Australië
  - AA Francana 94 vs 111 Marathon Oil Chicago

#### Poule B
- - Miniware Weert 57 vs 65 Hapoel Holon
  - Canada 85 vs 80 Nashua Den Bosch
  - Miniware Weert 69 vs 92 Canada
  - Nashua Den Bosch 85 vs 82 Hapoel Holon
  - Nashua Den Bosch 68 vs 76 Miniware Weert
  - Hapoel Holon 64 vs 84 Canada

#### Eindstand Poule A
- 1.  Marathon Oil Chicago
- 2.  Australië
- 3.  AA Francana
- 4.  Direktbank Den Helder

#### Eindstand Poule B
- 1.  Canada
- 2.  Nashua Den Bosch
- 3.  Hapoel Holon
- 4.  Miniware Weert

#### Kruisfinales
- - AA Francana 90 vs 86 Miniware Weert
  - Hapoel Holon 69 vs 70 Direktbank Den Helder
  - Nashua Den Bosch 90 vs 89 Marathon Oil Chicago
  - Australië 76 vs 90 Canada

## 7e/8e plaats
- - Hapoel Holon 92 vs 73 Miniware Weert

## 5e/6e plaats
- - AA Francana 85 vs 80 Direktbank Den Helder

## 3e/4e plaats
- - Australië 90 vs 87 Marathon Oil Chicago

## 1e/2e plaats
- - Canada 88 vs 76 Nashua Den Bosch

## Eindstand
- 1.  Canada
- 2.  Nashua Den Bosch
- 3.  Australië
- 4.  Marathon Oil Chicago
- 5.  AA Francana
- 6.  Direktbank Den Helder
- 7.  Hapoel Holon
- 8.  Miniware Weert